# 莞岛树木园

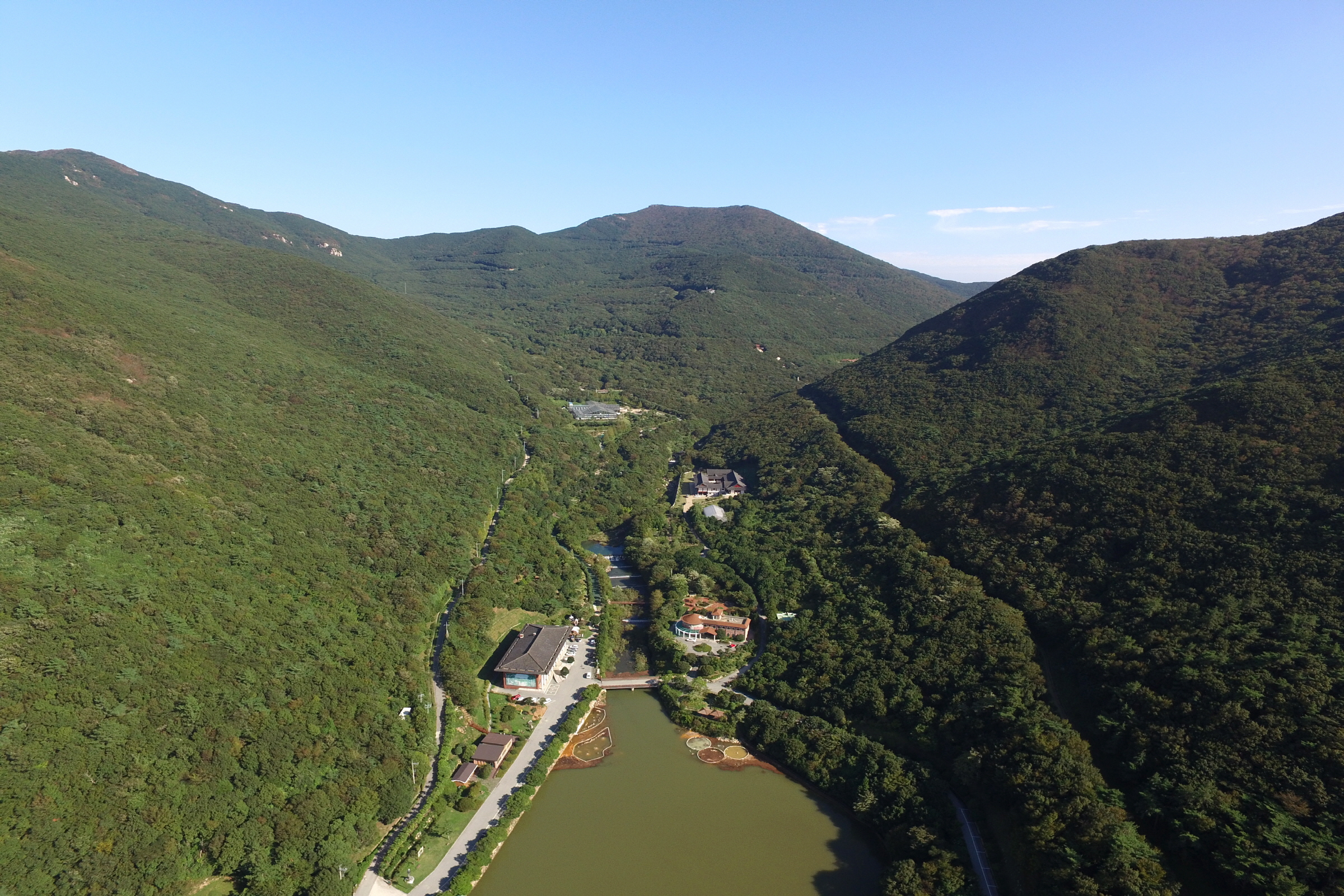
Aerial photography of Wando Arboretum

莞岛树木园是由韩国全罗南道运营的公立植物园，位于韩国全罗南道莞岛郡郡外面大文里，占地2,050公顷，是韩国唯一一个亚热带植物园，也是韩国最大的亚热带植物生长地。

## 历史
旨在表现人类与山林和谐共处典范，为人们提供高质山林、文化、休养机会的莞岛植物园是位于仅占韩国国土总面积15%的亚热带地区的代表植物园。亚热带植物园年平均气温14°C以上，一月份平均气温0°C以上，降水量1300~1500mm。韩国的亚热带植物林特指位于北纬35度以南，包括韩国南海沿岸、济州岛及郁陵岛地区，即韩国最温暖、早晚温差最小、降水最多的地区特有的常绿阔叶林。
莞岛植物园拥有占地2000余公顷的包括亚热带代表性植物山茶树、全缘冬青、厚朴、交让木、红棘等在内的具有景观、食用或药用植物价值的常绿阔叶植物林。

## 主要设施
植物园总占地面积2050公顷，保有植物多达3801种。植物园中拥752种包含亚热带植物在内的野生植物，并拥有2876种分布在30多个小型植物园的根据植物形态分类学分类的植物。其中比较有代表性的分类植物园有斑纹植物园、芳香植物园、水生植物园、乡土工艺园、山茶花果园和针叶树园。植物园还拥有占地3196m² ，种植并展示椰子类、阔叶植物类、热带瓜果类及草本类等200余种植物的热带·亚热带温室植物园和展示了300余种仙人掌类植物的仙人掌·多肉植物园。除此之外植物园中还建造了山林博物馆、山林环境教育馆、教育管理区、眺望台以及亚热带丛林探险路等设施。

## 外部連結
- 莞岛树木园 Homepage （页面存档备份，存于）(korean only)